# 3033 Holbaek
3033 Holbaek eller 1984 EJ är en asteroid i huvudbältet som upptäcktes den 5 mars 1984 av de danska astronomerna Karl Augustesen, Poul Jensen och Hans Jørn Fogh Olsen vid Brorfelde-observatoriet. Den är uppkallad efter den danska staden Holbæk.
Asteroiden har en diameter på ungefär 8 kilometer och den tillhör asteroidgruppen Flora.